# City Beach
City Beach är en del av en befolkad plats i Australien. Den ligger i kommunen Cambridge och delstaten Western Australia, nära delstatshuvudstaden Perth. Antalet invånare är 6 354.
Runt City Beach är det mycket tätbefolkat, med 2 103 invånare per kvadratkilometer.. Närmaste större samhälle är Perth, nära City Beach. 
Runt City Beach är det i huvudsak tätbebyggt. Genomsnittlig årsnederbörd är 820 millimeter. Den regnigaste månaden är juli, med i genomsnitt 142 mm nederbörd, och den torraste är januari, med 11 mm nederbörd.